# Wilhelm Lehmbruck
Wilhelm Lehmbruck (ur. 4 stycznia 1881 w Duisburgu, zm. 25 marca 1919 w Berlinie) – niemiecki rzeźbiarz. Tworzył w stylu ekspresjonistycznym pod wpływem Auguste'a Rodina oraz Aleksandra Archipienki i Constantina Brâncuși. 

## Życiorys
Pochodził z wielodzietnej rodziny górniczej. W latach 1895–1899 uczył się w nieistniejącej już szkole rzemiemiosła artystycznego (Kunstgewerbeschule) w Düsseldorfie. Naukę kontynuował od 1901 w tamtejszej Akademii Sztuk Pięknych. Sporo podróżował. W latach 1910–1914 mieszkał w Paryżu, gdzie utrzymywał kontakt z Rodinem, Archipienką, Brâncușim, Henri Matissem, Artistidem Maillolem i Amedeem Modiglianim. W 1915 został powołany do wojskowej służby pomocniczej w szpitalu wojskowym w Berlinie i zwolniony rok później ze względu na stan zdrowia. W latach 1917–1918 tworzył w Zurychu, a następnie wrócił do Berlina. Nawracające epizody depresji przyczyniły się do samobójstwa w 1919.

## Twórczość
W 1912 odniósł sukces na wystawie kolońskiej grupy artystycznej Sonderbund, a w 1913 uczestniczył w Armory Show w Nowym Jorku. W latach 1915–1916 na ogłoszony przez rodzinny Duisburg konkurs powstało jego słynne dzieło Upadły (Der Gestürzte), w którym wyraził cierpienie i bunt przeciw wojnie.
Kolekcja rzeźb jest zebrana w Muzeum Wilhelma Lehmbrucka (Wilhelm Lehmbruck Museum) w Duisburgu.

## Prace
- Schlaf (1907),
- Stehende weibliche Figur (1910),
- Weiblicher Torso (Torso der Großen Stehenden) (1910),
- Klęcząca (Kniende – 1911)[2],
- Sterbender Krieger[1],
- Große Sinnende (1913),
- Upadły[2] (Der Gestürzte – 1915−1916)[1][3],
- Porträtkopf Fritz von Unruh (1918).